# 午後入試
午後入試（ごごにゅうし）とは、日本の中学受験において午後に実施されている入学試験の一形態。中学受験においては多くの学校で実施されている。
21世紀初頭、中学受験において午後入試が登場した頃はきわもの扱いされたものの、受験生にとっては午前の受験の後に受験できるため選択の幅が広がるというメリットがあり、それから数年経た後には午後入試は市民権を得ている。受験生にとっては負担も大きく、午後入試においては2教科入試としている学校も多い。
午後入試を受験する受験生の多くは学力的には本来に受験する層よりも高い学力を有しているために学校にとっても午後入試を実施するメリットは大きい。偏差値表を見ればいずれの学校でも午後入試の方が午前入試よりも高い偏差値が出ている。
2011年の中学受験では半数近くの学校が午後入試を実施していた。2011年の首都圏の午後入試の全応募者は45000人に達し、これは受験生の全員が一度は午後入試を受けているという計算になる。